# Sindri
Sindri là một thành phố và là một khu vực quy hoạch (notified area) của quận Dhanbad thuộc bang Jharkhand, Ấn Độ.

## Địa lý
Sindri có vị trí 22°48′B 85°59′Đ / 22,8°B 85,98°Đ Nó có độ cao trung bình là 178 mét (583 feet).

## Nhân khẩu
Theo điều tra dân số năm 2001 của Ấn Độ, Sindri có dân số 76.827 người. Phái nam chiếm 54% tổng số dân và phái nữ chiếm 46%. Sindri có tỷ lệ 68% biết đọc biết viết, cao hơn tỷ lệ trung bình toàn quốc là 59,5%: tỷ lệ cho phái nam là 77%, và tỷ lệ cho phái nữ là 57%. Tại Sindri, 12% dân số nhỏ hơn 6 tuổi.